# Googoosh

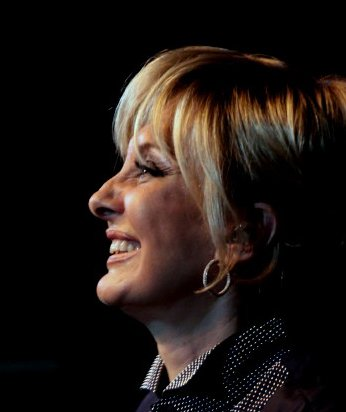
Googoosh, 2009.

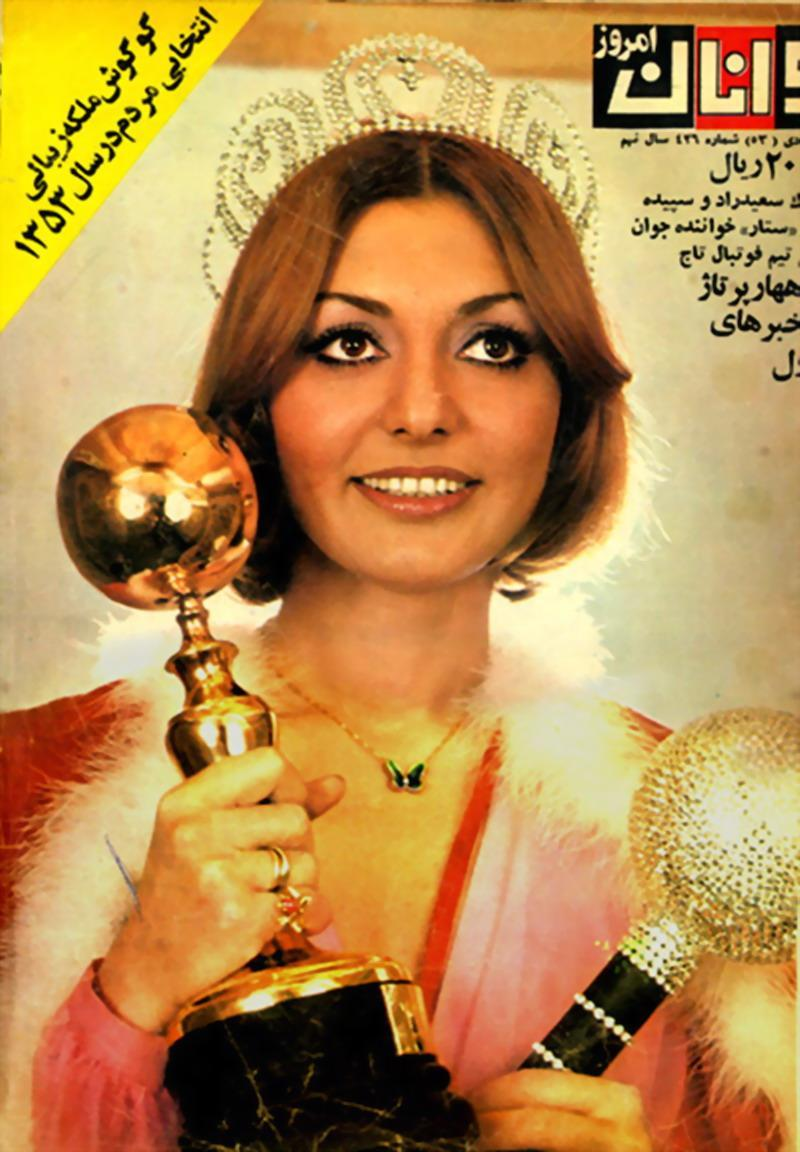
Googoosh på ett tidningsomslag från 1975.

Faegheh Atashin, mer känd under artistnamnet Googoosh (persiska: گوگوش), född 5 maj 1950 i Teheran, Kejsardömet Iran är en iransk sångare och skådespelare. Atashin är numera bosatt i London.